# Аренто
Аренто (фр. Arinthod) насеље је и општина у источној Француској у региону Франш-Конте, у департману Јура која припада префектури Лон ле Соније.
По подацима из 2011. године у општини је живело 1.143 становника, а густина насељености је износила 57,81 становника/km². Општина се простире на површини од 19,77 km². Налази се на средњој надморској висини од 444 метара (максималној 841 m, а минималној 335 m).

## Демографија
| 1962. | 1968. | 1975. | 1982. | 1990. | 1999. | 2011. |
| ----- | ----- | ----- | ----- | ----- | ----- | ----- |
| 1.014 | 1.079 | 1.044 | 1.079 | 1.135 | 1.214 | 1.143 |

График промене броја становника у току последњих година